# Heodes mediteranea
Heodes mediteranea är en fjärilsart som beskrevs av Turati 1911. Heodes mediteranea ingår i släktet Heodes och familjen juvelvingar. Inga underarter finns listade i Catalogue of Life.